# Monument a Sibelius
El Monument a Sibelius (en finès Sibelius-monumentti) és una escultura de l'artista finlandesa Eila Hiltunen titulada Passio Musicae. És un monument abstracte dedicat al compositor finlandès Jean Sibelius (1865–1957), situat al Parc de Sibelius (Sibeliuspuisto) al barri de Töölö a Hèlsinki, Finlàndia.
Està format per més de 600 tubs buits d'acer soldats fent onades i pesa unes 24 tones. Es va estrenar el 1967, arran d'un concurs organitzat per la Societat Sibelius. L'autora va anomenar l'escultura "Passio Musicae" i segons ella, el monument intentava capturar l'essència de la música de Sibelius.